# マルコ・リッチ

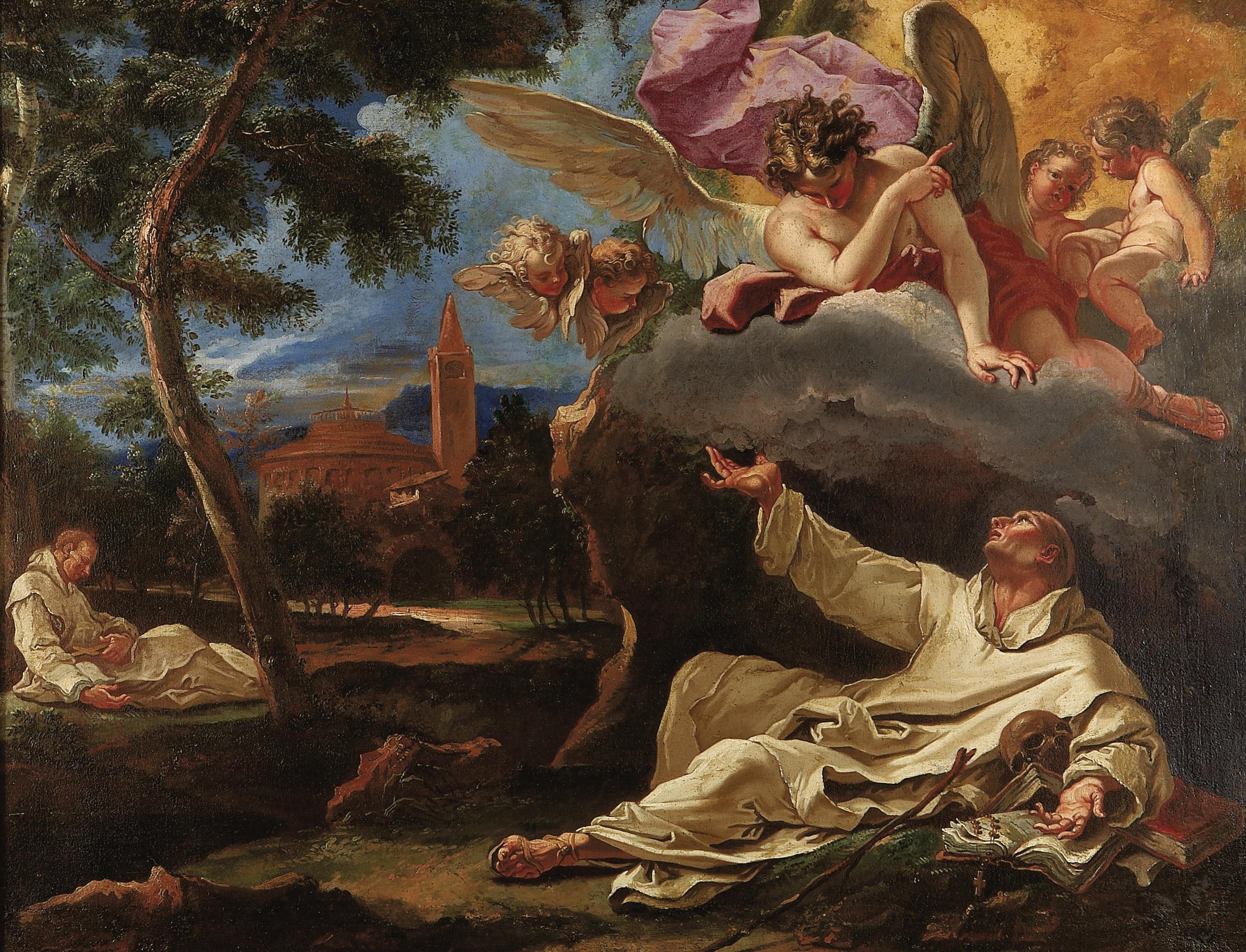
マルコ・リッチとセバスティアーノ・リッチの共作:『聖ブルーノの幻視』(c.1700)

マルコ・リッチ（Marco Ricci、1676年6月5日 - 1730年1月21日）は、イタリアの画家である。主にヴェネツィアで風景画を描いたが、1710年代にはイギリスでも働いた。

## 略歴
当時ヴェネツィア共和国のベッルーノで生まれた。叔父のセバスティアーノ・リッチ（Sebastiano Ricci、1659-1734）は歴史画を描いてヴェネツィアで有名な画家になっていて、叔父から絵を学び、助手になった。人物画が得意な叔父と風景画が得意であったマルコ・リッチはしばしば共作した。
若い頃には、街で乱闘に加わることもあり、酒場でゴンドラ乗りを殺してしまいダルマチアのスプリトで、逃亡生活を送り、スプリトでアントニオ・フランチェスコ・ペルッツィーニ（Antonio Francesco Peruzzini: 1643/1646-1724)というアンコーナ出身の風景画家のスタジオで働いた。
1704年から1708年の間はフィレンツェに滞在し、叔父がフェルディナンド・デ・メディチから注文を受けたピッティ宮殿の装飾画制作に参加し、フェンツィ宮殿(Palazzo Fenzi)の装飾にも参加し、天井画を制作した。
1708年にイギリスの有力な政治家マンチェスター卿が外交団の大使としてヴェネツィアに滞在していた時に、マルコ・リッチとアントーニオ・ペレグリーニはロンドンに招かれ、ロンドン、ヘイマーケットのヒズ・マジェスティーズ劇場の支配人オーウェン・スウィニーの依頼でイタリア・オペラの舞台美術の仕事をした。イギリス滞在中にイギリスのプリマドンナ、キャサリン・トフツ（Catherine Tofts）の絵も描き、トフツは1711年にヴェネツィアを訪れた。マルコ・リッチはオランダに短期間旅した後、ヴェネツィアに戻った。その後、叔父とともに再びロンドンに移り、1812年から1816年までロンドンで働いた。
ヴェネツィアに戻った後、キャサリン・トフツ（1717年に実業家のジョセフ・スミスと結婚）はマルコ・リッチやセバスティアーノ・リッチの良い顧客になった。ヴェネツィアの劇場（Teatro San Giovanni Grisostomoや Teatro Sant'Angelo）の舞台美術の仕事もした。1723年から版画も制作した。
1730年にヴェネツィアで亡くなった。

## 作品

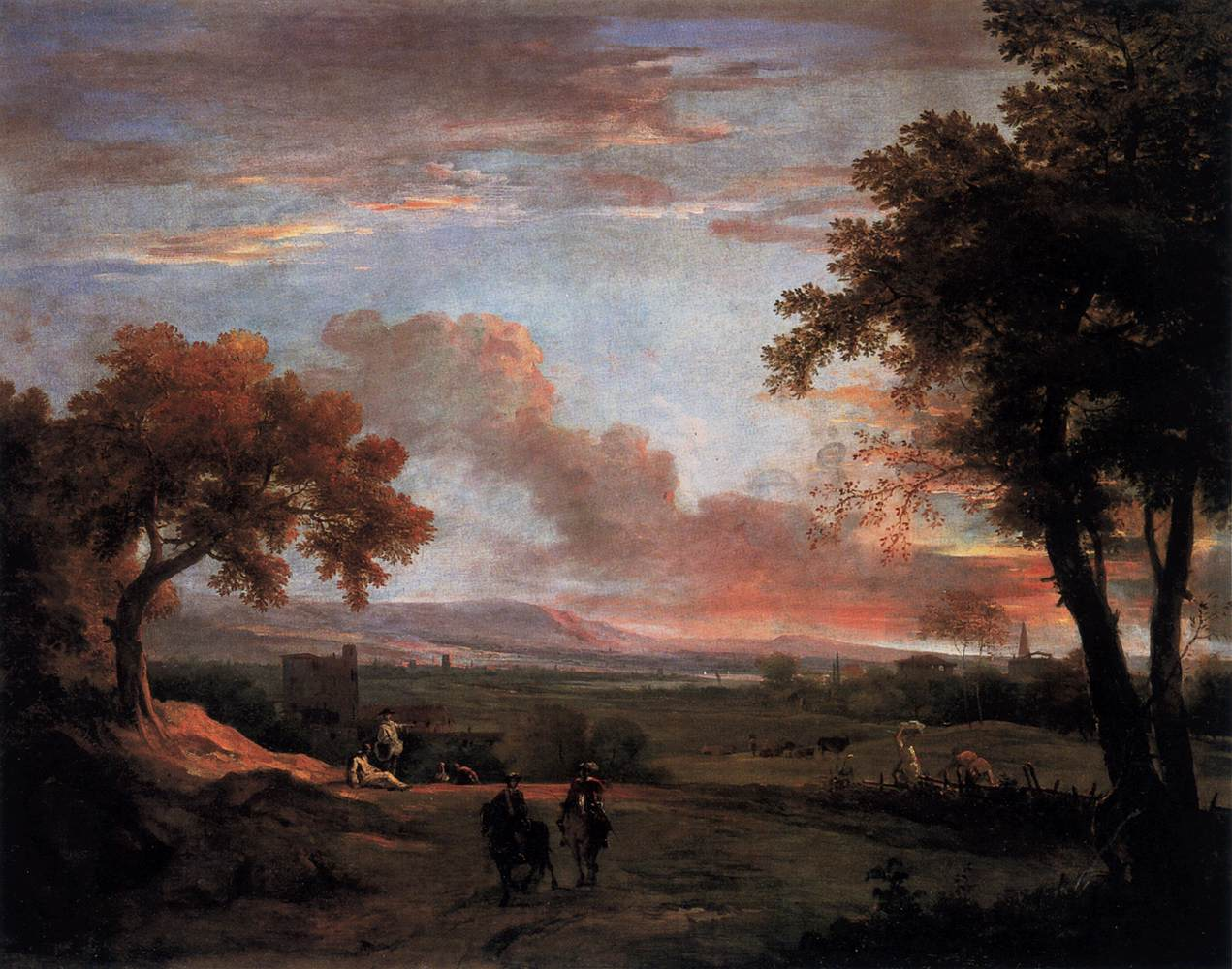
夕暮れのイタリアの風景 絵画館 (ベルリン)
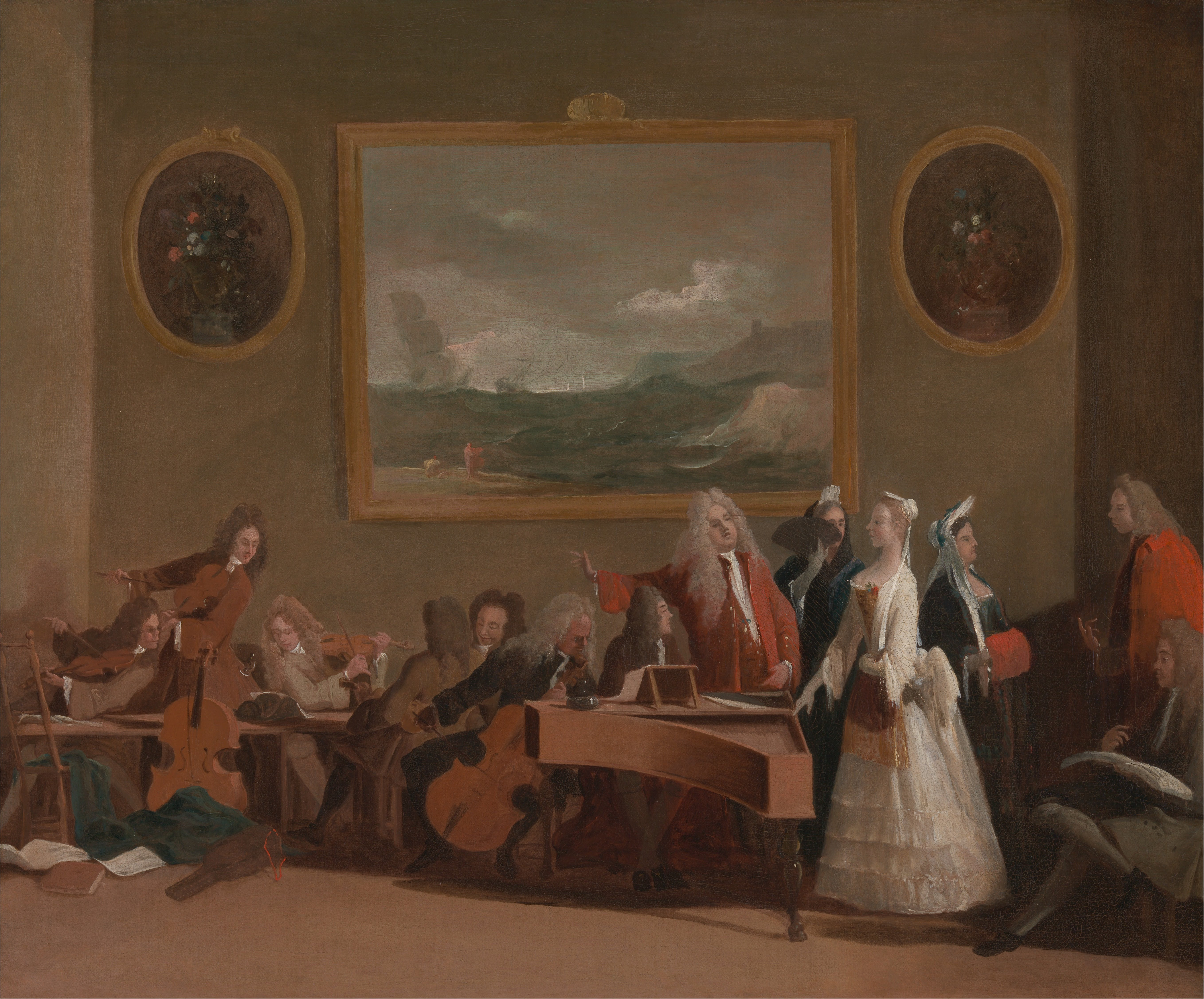
オペラのリハーサル(c.1709) Yale Center for British Art
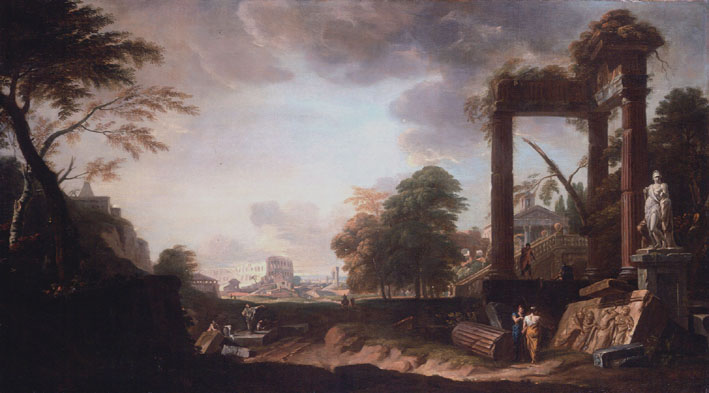
ローマを描いたカプリッチョ (奇想画)
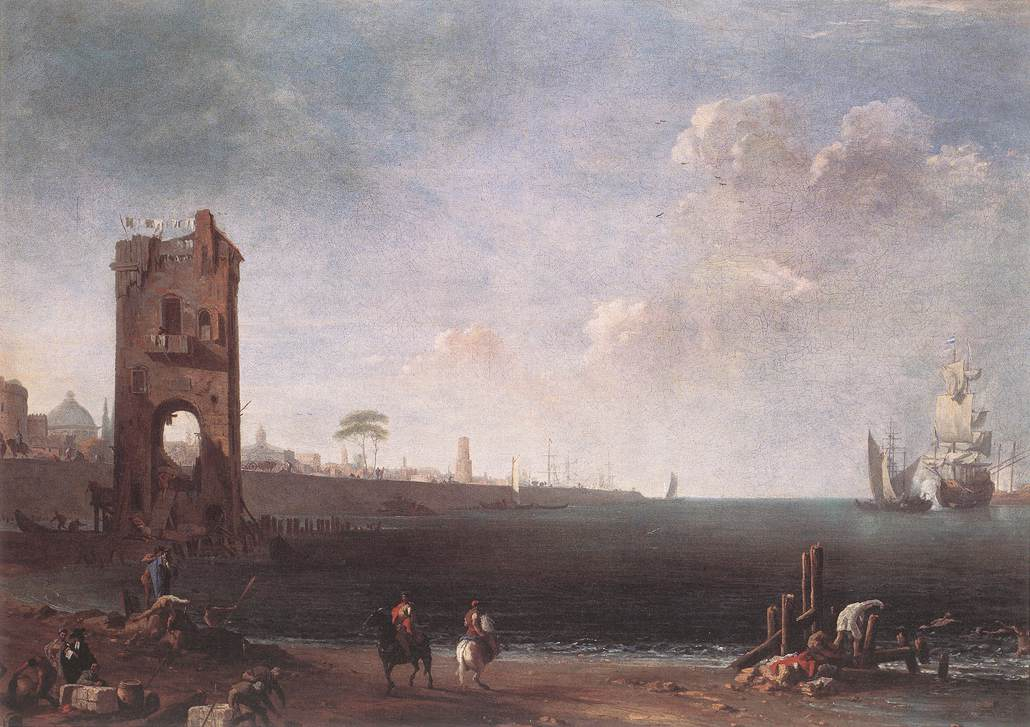
塔のある海岸の風景(1725/1720)